# Elleanthus scopula
Elleanthus scopula är en orkidéart som beskrevs av Rudolf Schlechter. Elleanthus scopula ingår i släktet Elleanthus och familjen orkidéer. Inga underarter finns listade i Catalogue of Life.